# Françoise Hardy
Pour les articles homonymes, voir Hardy.
Françoise Hardy, née le 17 janvier 1944 à Paris 9e (Seine) et morte le 11 juin 2024 à Neuilly-sur-Seine (Hauts-de-Seine), est une auteure-compositrice-interprète et actrice française.
Le répertoire de Françoise Hardy, basé sur des mélodies mélancoliques qu'elle affectionne, est en grande partie le reflet des doutes, des interrogations et de l'anxiété que suscitent en elle les tourments des relations sentimentales et de la nostalgie en général. À son apogée, elle chante en français, anglais, allemand et italien.
Parallèlement à l'écriture de chansons, elle s'est intéressée à l’astrologie dans laquelle elle voyait un complément à la psychologie.
Mariée à Jacques Dutronc, elle est la mère de Thomas Dutronc, également chanteur.

## Biographie

### Enfance, adolescence et apprentissage de la chanson
Françoise Madeleine Hardy est née à la clinique Marie-Louise située au 3, cité Malesherbes dans le 9e arrondissement de Paris, le 17 janvier 1944 vers 21 h 30, lors d'une alerte à la bombe sous l'occupation allemande. Johnny Hallyday, qui a participé au même courant musical yéyé du début de leur carrière, y est né quelques mois plus tôt. La jeunesse de Françoise Hardy se déroule en vase clos dans un deux pièces au 24, rue d'Aumale, dans le 9e arrondissement de Paris, auprès d’une mère aide-comptable dont elle porte le nom de naissance, Madeleine Hardy, restée célibataire et d’une sœur cadette, Michèle, née le 23 juillet 1945 et décédée en 2004. Sa mère dort dans la salle à manger et Françoise partage la chambre avec sa sœur.
Son père, Étienne Dillard, directeur d'une fabrique de machines à calculer, frère d'un jésuite, Victor Dillard, résistant, déporté à Dachau, est issu d'une famille bourgeoise de Blois. Divorcé d'une première épouse et remarié en 1938 avec Renée Hélène de Bakounine, de la noblesse russe, dont il divorce en 1967, il est rarement présent et oublie souvent de payer la pension alimentaire ou les frais scolaires. Il ne reconnaîtra ses filles que bien plus tard.
Françoise Hardy passe régulièrement les week-ends chez ses grands-parents maternels, qui habitent en banlieue nord de Paris à Aulnay-sous-Bois, rue du Tilleul. Sa grand-mère se montre désagréable avec son entourage et Françoise, qui subit ses brimades, en est profondément affectée. Quant à son grand-père, le plus souvent mutique à force d'être rabroué par sa femme, il ne lui adresse pour ainsi dire qu'une seule fois la parole, en 1962, alors qu'elle est propulsée au devant de la scène, par cette simple question : « Es-tu heureuse au moins ? », qui la touche particulièrement ce jour-là, peu habituée à de la tendresse de sa part. Bien qu'elle fasse souvent des cauchemars la nuit chez ses grands-parents, elle cherche à se divertir la journée par de la lecture, en dégustant les fruits du jardin potager et plus tard devant la télévision, malgré les restrictions de sa grand-mère qui la laisse regarder uniquement les films du dimanche après-midi et La Séquence du spectateur qui lui fait découvrir d'autres horizons. Toutefois, elle attend avec impatience que sa mère vienne la rechercher ou, plus tard, de pouvoir rentrer avec sa sœur, parfois même à pied.
Françoise Hardy effectue sa scolarité dans une institution religieuse de la rue La Bruyère, chez les sœurs trinitaires,, à l'initiative de son père. Elle déteste cette école en raison de la situation familiale de ses parents qui ne vivent pas ensemble, du fait que son père paie tardivement les frais de scolarité, de sa différence sociale et d'âge qui lui fait sauter une classe, ou de son introversion qui l'empêche de se lier avec les autres filles. Les rares bons souvenirs qu'elle en garde sont les communions, pour les images pieuses et sa jolie robe et celui d'avoir joué l'infante puis Chimène dans la pièce de théâtre Le Cid. Elle passe ses vacances d'été avec sa sœur, pendant près de huit années, en Autriche, chez Hedwig Welser (« tante Hedi ») et ses enfants qui ne parlent pas un mot de français dans la maison Plumeshof, entre Innsbruck et Natters. Elles s'y rendent seules avec l'Orient-Express, sans leur mère ; cette séparation est encore vécue par elle comme une déchirure les premières années. Elles y vont pour apprendre l'allemand sur les conseils d'un ami de leur mère, le baron Gilbert von Giannellia. C'est dans ce paradis perdu dont elle gardera de bons souvenirs qu'elle découvre les œuvres de Simone de Beauvoir qui la passionnent à l'Institut français d'Innsbruck où elle emprunte des livres,.
Complexée et sentimentale, la jeune Françoise se réfugie dans la lecture et l'écoute de chansons diffusées à la radio. Ses premiers souvenirs musicaux vont de Georges Guétary, son chanteur préféré car elle le trouve beau, à Tino Rossi, Luis Mariano et Charles Trenet. Mais ce qui change sa vie est la découverte sur la station Radio Luxembourg du rock 'n' roll et de la musique pop. Elle déclare à ce sujet : « C'est venu au début des années 1960, quand ma mère a acheté une radio et, en tournant le bouton, je suis tombée sur une station anglaise qui était Radio Luxembourg anglais, et cela a été déterminant dans mon existence car c'est là où j'ai découvert une musique qui me touchait au-delà de tout ; et, d'un seul coup, il n'y a eu que cela qui a compté pour moi. » Elle apprécie particulièrement The Everly Brothers, Elvis Presley, Cliff Richard (Move It, Livin' Lovin' Doll, Travellin' Light), Brenda Lee et sa chanson I'm Sorry qu'elle trouve sublime. À cette époque, elle aime acheter ses disques dans une boutique rue de la Chaussée-d'Antin en face des Galeries Lafayette et, lorsque cette boutique, paraissant branchée, ne dispose pas de ce qu'elle souhaite, ce qui arrive assez souvent, elle ressort avec une sorte de fierté, se disant qu'elle connait des choses géniales que ces disquaires ne connaissent pas. À seize ans, comme récompense de sa réussite à son premier bac en juin 1960, elle demande une guitare.

« J'avais demandé une guitare quand j'ai été reçue à mon premier bac. On m'a demandé ce que je voulais comme récompense, alors j'ai demandé une guitare. Et puis, une fois que j'ai eu mon deuxième bac, alors je me suis occupée de la guitare que j'avais délaissée pendant un an, enfin dont je ne m'étais pas occupée du tout pendant un an, et puis j'ai fait quelques chansons. »

— Visiteur d'un soir, RTS, 17 juillet 1963
Aidée d’une méthode d'apprentissage sommaire, elle s’essaye à poser quelques accords de guitare sur des mots qui traduisent ses états d'âme et se met à rêver d’un métier ayant un rapport, de près ou de loin, avec le milieu musical.
Le 24 février 1961, elle assiste au premier festival international de rock au palais des Sports à Paris pour y écouter Richard Anthony. Mais, alors qu'elle ne s'y attendait pas, elle est fascinée par la performance de Johnny Hallyday qui surpasse celle de Richard Anthony.
Après une première année d’études supérieures d'allemand à la faculté des lettres de Paris, une annonce du journal France-Soir, dans la rubrique Les Potins de la commère, retient son attention, car son rêve est de faire un disque : la maison de disques Pathé-Marconi souhaite auditionner de jeunes chanteurs. Françoise obtient un rendez-vous et passe un essai qui reste sans suite, mais qui l'encourage à continuer car elle n'a pas été jetée dehors. Avant de contacter d’autres maisons de disques , elle s'inscrit au Petit Conservatoire de la chanson de Mireille ; elle y reste deux ans.
Elle se présente ensuite chez Vogue, un Label discographique qui produit notamment Johnny Hallyday et souhaite lui trouver un pendant féminin. Elle auditionne une première fois avant les vacances d'été dans les studios d'enregistrement de Villetaneuse. Il lui est conseillé d'apprendre la mesure avec un pianiste pour que les musiciens puissent l'accompagner. L'ingénieur du son de Vogue, André Bernot, la contacte après les vacances pour lui proposer des cours de solfège. La deuxième audition a lieu dans les bureaux parisiens de Vogue avec le responsable des auditions, Jacques Wolfsohn, qui, après quelques minutes à peine, lui demande les coordonnées de ses parents pour lui faire signer un contrat. De cette audition, Françoise Hardy déclare en 2016 : « Cela a vraiment été le plus grand bonheur de ma vie professionnelle. Je me revois encore sortant du 54 rue d'Hauteville où étaient les bureaux de la maison Vogue et étant dans la rue comme sur un nuage, et en ayant envie d'embrasser tous les passants. » Le 14 novembre 1961, le directeur artistique de Vogue lui fait signer le contrat.

### Débuts dans la chanson: les années «Vogue»
Les cours suivis au Petit Conservatoire de la chanson font l’objet d’une émission télévisée hebdomadaire, intitulée En attendant leur carrosse et diffusée sur l'unique chaîne en noir et blanc de la RTF. « Mademoiselle Hardy » y fait sa première apparition le 6 février 1962 avec une chanson titrée La Fille avec toi. L’enregistrement de son premier 45 tours est bouclé le 25 avril. Sur ce disque se trouve l'adaptation française d’une chanson américaine (Oh oh chéri), sur laquelle mise la production et trois de ses propres compositions. Peu avant sa sortie chez les disquaires, la chanteuse le présente avec fierté à Mireille dans l'émission du 5 juin 1962. Les quatre titres ne tardent pas à être diffusés par la radio. Bien accueillis par la jeunesse, 2 000 exemplaires du 45 tours sont achetés en trois mois.
L'été 1962, Françoise Hardy rencontre Jean-Marie Périer, — photographe du magazine Paris Match, puis de Salut les copains — place du Tertre pour une séance photo, à la demande de l'éditeur Daniel Filipacchi, qui ne fut guère enthousiasmante, car Françoise s'avère peu conciliante et Jean-Marie, mal inspiré. Néanmoins, lors du tirage des photographies, Jean-Marie Périer la trouve particulièrement photogénique et demande une deuxième séance photo à Jean Georgieff, chargé des relations publiques pour Vogue. Cette rencontre a lieu chez elle en présence de sa mère, dans le modeste appartement de la rue d'Aumale. Jean-Marie Périer découvre alors toute l'étendue sociale qui les sépare, ce qui l'émeut, en voyant Françoise Hardy chez elle, devant son étagère de bureau qui représente toute sa vie, alors que lui vit dans un hôtel particulier où le monde entier défile. Par la suite, Jean Georgieff informe Françoise Hardy qu'elle ne laisse pas indifférent Jean-Marie Périer. Ensuite, elle découvre ses origines. Élevé par François Périer, il est toutefois le fils biologique d'Henri Salvador ; cette situation modifie le regard de Françoise sur son compagnon, car elle devine la complexité des rapports qu'il entretient avec ses parents, rapports qui font écho, chez elle, avec la relation qu'elle a avec les siens. L'étendue des connaissances de Jean-Marie par rapport à elle, l'attire encore davantage,. Cet amour grandissant, la mère de Françoise lui suggère de prendre son indépendance, elle décide donc d'acheter un studio sous les toits au 8, rue du Rocher. De son côté, Jean-Marie Périer prend une colocation avec Régis Pagniez, rue du Faubourg-Saint-Honoré.
Pour le grand public, la chanteuse se révèle dans la soirée du dimanche 28 octobre 1962. Ce soir-là, de nombreux téléspectateurs attendent les résultats du référendum sur l'élection au suffrage universel du président de la République ; dans l’un des intermèdes musicaux, Françoise Hardy apparaît chantant Tous les garçons et les filles. Dès le lendemain et pendant les jours suivants, ce titre se démarque des trois autres qui ont été diffusés sur les ondes radio et dans les juke-boxes et devient un « tube ». À la fin de l’année, 500 000 exemplaires du 45 tours ont été vendus.

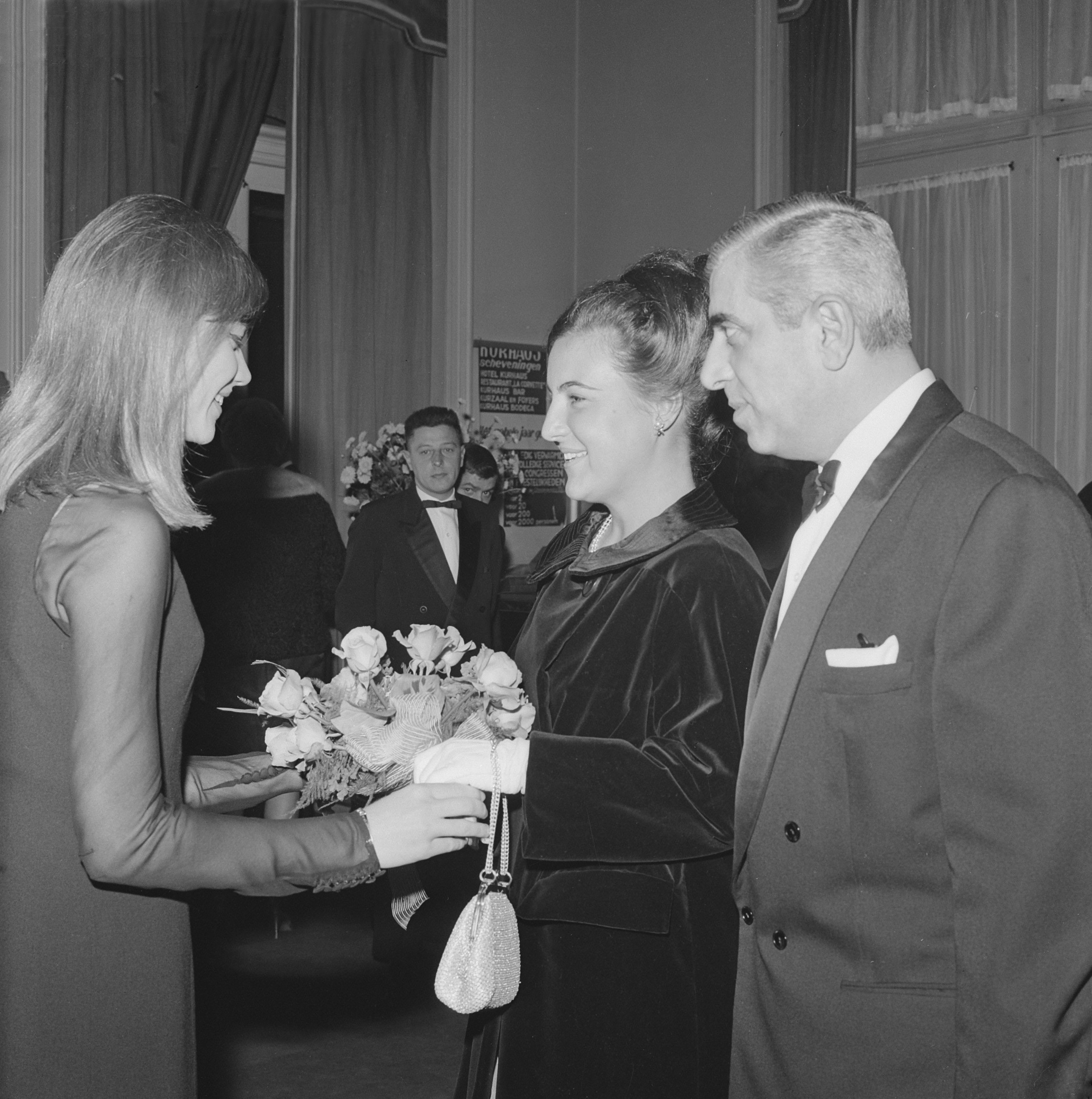
Françoise Hardy face à la princesse Margriet, Schéveningue, 1963.

La presse s'empare du phénomène. Paris Match la met en couverture de son numéro du 5 janvier 1963 et la consacre nouvelle « idole » de la chanson. Ce succès, porté par la vague « yéyé », consacre également ses talents d’écriture et de composition, peu courants chez les nouveaux interprètes de ce début des sixties. La chanteuse enregistre d’autres disques et Claude Lelouch, alors inconnu, la filme dans une fête foraine sur une balançoire pour un des tout premiers Scopitones. Le 26 février 1963, à Calais, elle commence avec Richard Anthony une longue tournée : Gala des étoiles. La tournée passe par Nantes le 5 avril 1963 et Françoise rencontre Michel Bourdais, jeune dessinateur récemment découvert par Charles Aznavour. Le dessinateur réalise le tout premier portrait de Françoise Hardy qui, artistiquement séduite, en fait l'acquisition. Peu de temps avant, sélectionnée par le radiodiffuseur monégasque Télé Monte-Carlo, elle défend les couleurs de Monaco au Concours Eurovision de la chanson, le 23 mars 1963 à Londres, avec l'une de ses nouvelles compositions, L’Amour s’en va, sous la direction du chef d'orchestre Raymond Lefèvre. Elle se classe à la 5e place sur les 16 pays participants (ex-aequo avec le représentant de la France Alain Barrière et sa chanson Elle était si jolie). Le cinéaste Roger Vadim la remarque et la fait débuter au cinéma dans Château en Suède, adaptation de la pièce de théâtre éponyme écrite par Françoise Sagan. Après divers galas et tournées, Françoise Hardy fait ses premiers pas sur la scène de l'Olympia durant huit semaines à partir du 7 novembre 1963, en covedette avec Richard Anthony, pour un « Musicorama » organisé par Europe 1.
Fin 1963, le 45 tours, en tête des ventes durant onze semaines, atteint le million de disques vendus. La chanson Tous les garçons et les filles franchit alors les frontières. Traduite en Quelli della mia età, elle connaît sensiblement le même succès en Italie, se classant 1re au hit-parade et se vendant à 255 000 exemplaires,. L'età dell'amore (Le temps de l'amour) connaît également un grand succès en Italie, se classant 2e en décembre 1963. À la suite de ces succès, la chanteuse est sollicitée pour participer en chanson à quelques films musicaux, genre très prisé du public italien. Ses interprétations en anglais sont également bien accueillies outre-Manche, principalement la reprise d’un standard américain, Catch a Falling Star, en 1964.

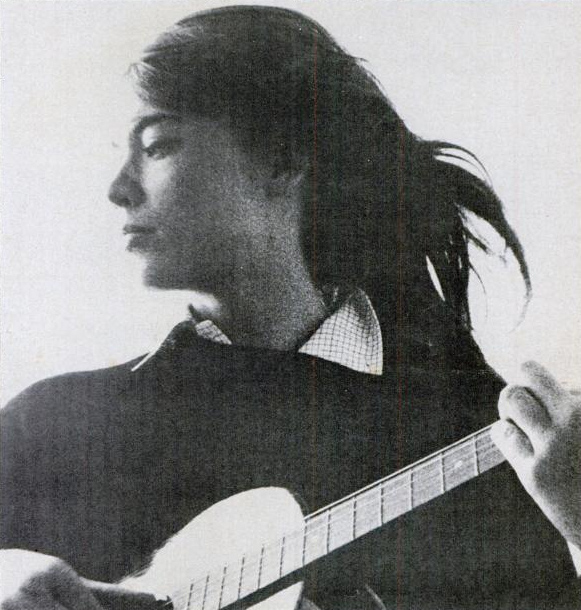
Françoise Hardy, vers 1965.

Sa popularité atteint l'Espagne, les Pays-Bas, le Danemark, le Canada, le Japon et les États-Unis où le magazine de mode Vogue publie un reportage de quatorze pages illustrées de photographies réalisées par William Klein. D’autres succès suivent : C'est à l'amour auquel je pense, Le temps de l'amour d'André Salvet et Lucien Morisse (sur une musique de Jacques Dutronc, la musique donne Fort Chabrol, joué par le groupe Les Fantômes), les chansons s'enchaînent à un rythme soutenu, Ton meilleur ami, Le premier bonheur du jour, L'amour d'un garçon, Saurai-je ?, Va pas prendre un tambour, Le sais-tu ?, Pourtant tu m'aimes, Je veux qu'il revienne, Mon amie la rose, Dis-lui non, Dans le monde entier, Ce petit cœur, L’amitié, Le temps des souvenirs, La maison où j'ai grandi, Je ne suis là pour personne, Voilà, Rendez-vous d'automne, Ma jeunesse fout l'camp, Des ronds dans l'eau, Je ne sais pas ce que je veux, À quoi ça sert ?, etc. Des chansons certes, mais l’image aussi : les minijupes, les boots blanches et le visage sous la frange des cheveux. Image qui évolue sous l’influence de son compagnon Jean-Marie Périer. Des couturiers, comme André Courrèges, Yves Saint Laurent, Paco Rabanne, la choisissent comme ambassadrice de mode, comme Marc Bohan qui réalise pour elle une robe d'artiste à partir des dessins de Sonia Delaunay. Jean-Marie Périer la conseille dans tout ce qui touche à sa carrière, l’incitant aussi à accepter d'autres rôles au cinéma. Par ailleurs, il lui fait découvrir et aimer la Corse et lui suggère d'acheter un terrain et d’y faire construire une maison sur les hauteurs du village de Monticello.
L'année 1965 débute par une tournée française avec Hugues Aufray où elle étrenne une tenue de scène créée par le couturier Courrèges. Cette année-là, elle conforte sa renommée en Grande-Bretagne où deux adaptations de ses compositions, However Much (Et même) et surtout All Over the World (Dans le monde entier), sont honorablement classées au hit-parade pendant plusieurs semaines, de janvier à mars 1965. Il en est de même en Allemagne, où la chanson Frag’ den Abendwind gagne la faveur du public au lendemain d’un show télévisé qui lui est consacré fin avril.

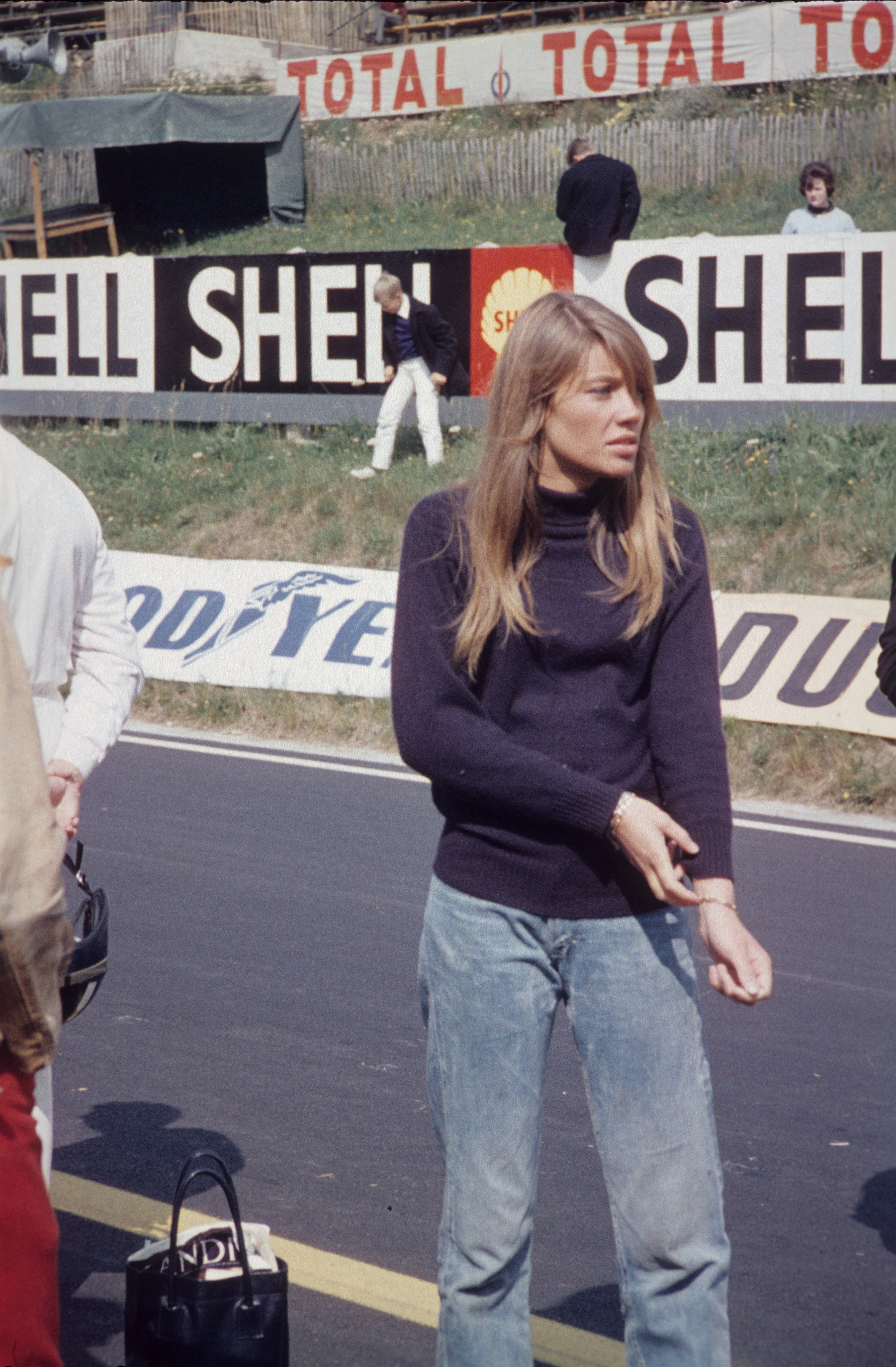
Françoise Hardy lors du tournage du film Grand Prix, sur le circuit de Charade, en août 1966.

Après une courte participation à la dernière scène du film Quoi de neuf, Pussycat ? (What's New Pussycat?) de Clive Donner, elle se produit pendant deux semaines de juin 1965 au cabaret de l’hôtel Savoy à Londres où elle porte une variante de l’ensemble blanc de Courrèges. Suivent le tournage en Grèce d’Une balle au cœur — film réalisé par le jeune cinéaste Jean-Daniel Pollet, une tournée estivale de juillet à mi-septembre (France, Espagne, Allemagne, Suisse, Italie) et le deuxième passage à l’Olympia, en « vedette américaine » des Compagnons de la chanson, à partir du 28 octobre. Puis elle fait une apparition dans Masculin Féminin, de Jean-Luc Godard. L'année 1965 se clôt le 26 décembre avec un divertissement télévisé, tourné à Londres, qui lui est entièrement consacré : Piccadilly Show.

L'artiste en 1966 à Venise.

Du 27 au 29 janvier 1966, elle participe au 16e Festival de la chanson de Sanremo puis fait une tournée en Allemagne de l'Ouest, du 27 février au 3 avril (Berlin, Munich, etc.). En juin, deuxième tour de chant au Savoy de Londres — sa tenue de scène : le smoking, créé par Yves Saint Laurent. Reconnaissant en elle l’un des personnages qu'il a en tête pour son futur film, le metteur en scène John Frankenheimer l'engage sur le tournage de Grand Prix, une superproduction sur les courses automobiles. Cinq mois durant, elle est présente sur pratiquement tous les circuits de Formule 1 : Monaco, Spa-Francorchamps, Zandwoort, Monza, etc. Pour la première projection publique du film, elle est invitée par la Metro-Goldwyn-Mayer avec la vedette française qui joue l’un des premiers rôles, Yves Montand, à se rendre à New York, le 21 décembre 1966. À cette occasion, la Warner, en accord avec Vogue, diffuse ses disques sur le marché américain. Pour les promouvoir, Françoise Hardy participe à quelques shows télévisés et fait l'objet de reportages dans les magazines. Elle figure sur la « photo du siècle » prise par Jean-Marie Périer en avril 1966, qui réunit 46 vedettes françaises du yéyé.

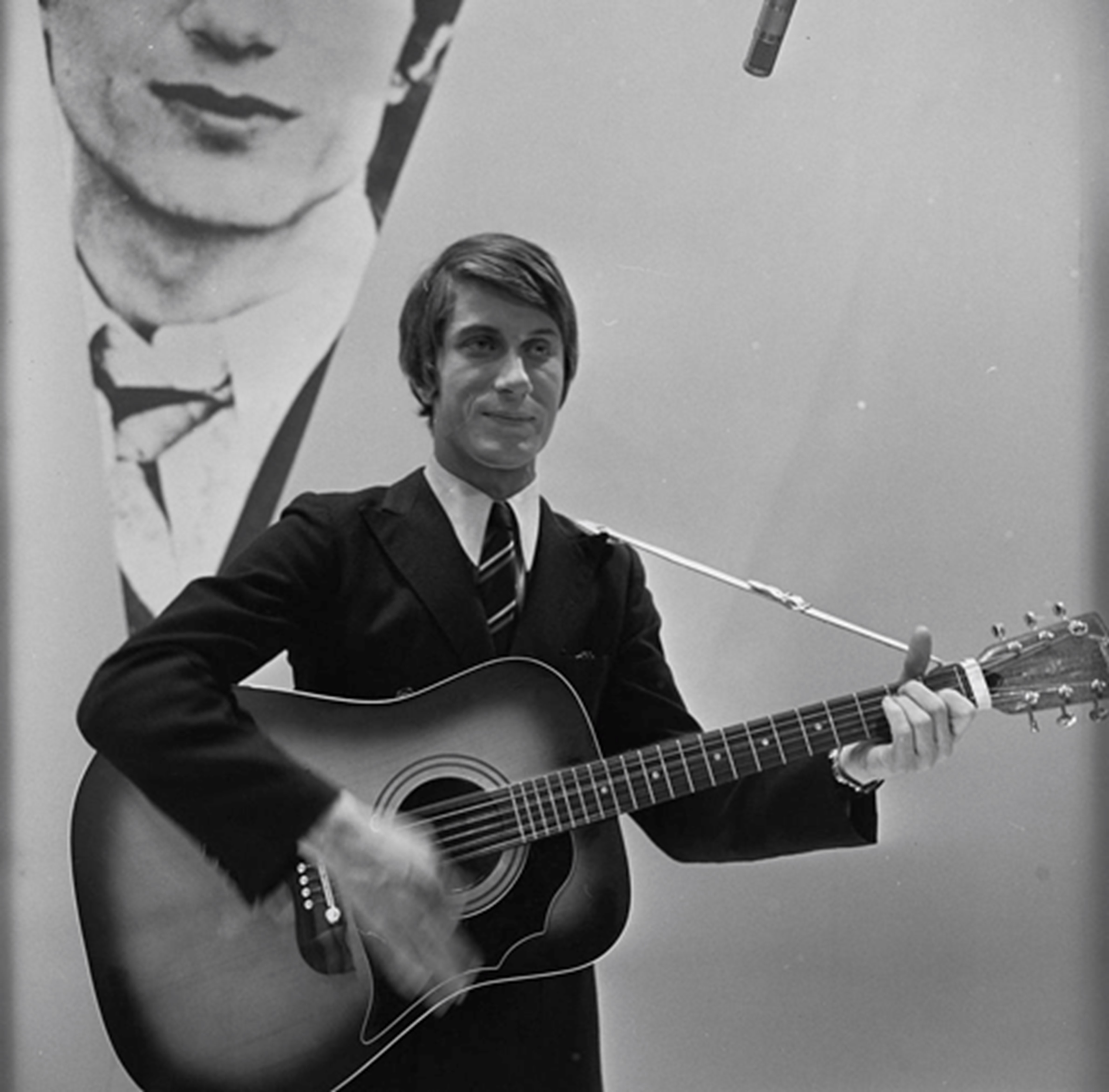
Jacques Dutronc à ses débuts en 1966, avec sa guitare acoustique Fender chante « Les Play-Boys » dans une émission de TV.

En 1967, elle crée « Asparagus », sa propre maison de production et signe un nouveau contrat avec Vogue pour la distribuer. En mars, elle chante à nouveau pendant trois semaines au cabaret du Savoy. En septembre 1967, lors d'un séjour dans la nouvelle maison corse de la chanteuse en compagnie de Jacques Dutronc et sa bande de copains, le couple Dutronc-Hardy se forme, mais elle se rend compte rapidement que leurs longues séparations lui sont éprouvantes, d'autant plus qu'il a de nombreuses aventures féminines. En juin 2021, alors que Michel Denisot déclare à Jacques Dutronc que Françoise Hardy lui avait confié dernièrement qu'elle avait écrit beaucoup de chansons pour lui faire comprendre ses sentiments et qu'il ne les écoutait pas, Jacques Dutronc lui rétorque : « C'est ce qu'elle croit, je sais qu'il y en a une qui m'est totalement dédiée, elle s'appelle Voilà. » Cette chanson, sortie en 1967, évoque la déclaration d'une femme trompée à celui qu'elle aime. Femme idéaliste, elle évoque toutes ses frustrations dans ses chansons. Les tournées se font à un rythme soutenu : 73 récitals en France, 15 galas au Canada (ces derniers, en compagnie d'Udo Jürgens) et une tournée africaine en Guinée, au Gabon, en Côte d'Ivoire avec Jean-Jacques Debout en vedette américaine.
En janvier 1968 Françoise Hardy tourne un film franco-allemand avec le chanteur Udo Jürgens, Françoise et Udo sous la direction de Pierre Koralnik. Le scénario du film, la rencontre inopinée des deux grandes vedettes de l'époque, où l'on peut entendre une Françoise Hardy parlant très bien l'allemand dans différents lieux : Saint-Cast en Bretagne chez Bernard Buffet, dans un train pour Paris, l'aéroport de Paris-Orly, à Klagenfurt en Autriche, au château Ottmanach. Au fil de ce voyage, ils chantent plusieurs extraits de chansons de leur répertoire respectif et font différentes rencontres, comme Georges Brassens, Paco Rabanne, Eugène Ionesco. Néanmoins, les scènes dans le lit d'une chambre de l'hôtel Regina, ont beaucoup choqué les dirigeants de l'ORTF qui ont décidé de le déprogrammer. Il sera diffusé pour la première fois en France le 6 juin 2021 dans l'émission Rembob'INA,,.
En février 1968, Françoise Hardy se produit dans les universités britanniques : Brighton, Cambridge, Liverpool, Durham, Birmingham et Southampton. Du 26 février au 16 mars, elle effectue un périple en Afrique du Sud : Pretoria, Johannesbourg, Durban, Le Cap. À partir du 22 avril, elle se produit pour la quatrième fois pour trois semaines au cabaret du Savoy de Londres. Le couturier Paco Rabanne lui « façonne » pour l’occasion une impressionnante combinaison métallique (d'un poids imposant de 38 kg) qui fait sensation. Le couturier poursuivra sa collaboration avec la chanteuse et créera l’événement en lui faisant porter « la mini-robe la plus chère du monde » — faite de plaquettes d’or incrustées de diamants —, lors de l’inauguration de l'Exposition internationale de diamants, le 15 mai 1968, alors que la révolte étudiante gagne la France. Face aux « événements » qui prennent de l’ampleur, son directeur artistique lui conseille de s’éloigner de la capitale. Elle regagne alors sa maison de Corse avec Jacques Dutronc. Le calme à peu près revenu dans l’Hexagone, la chanteuse s’envole pour le Congo, afin d’honorer trois galas prévus à Kinshasa, les 7, 8 et 9 juin.
Après ces dernières prestations, Françoise Hardy, soutenue par son manager Lionel Roc, remet en cause les conditions de son contrat concernant la société « Asparagus ». Un procès entre les deux parties est engagé. Les tournées sont alors temporairement interrompues. Françoise Hardy déclare à ce sujet : « En mon for intérieur, je savais que cette pause dans les tournées serait prolongée indéfiniment car un trac récurrent m'obsédait, des voyages incessants et les séparations m'étaient éprouvantes. ». En attendant le dénouement du procès, elle se consacre à l’enregistrement de chansons en anglais, allemand et italien, tout en poursuivant la préparation de son album en français.
Son temps libre est mis à profit pour suivre des cours de psychologie avant de se tourner vers l'astrologie traditionnelle. Ce choix est guidé par une première expérience faite en 1963 où un concours de circonstances lui avait fait consulter l’astrologue André Barbault. Les révélations qu’il avait faites sur sa personnalité secrète l’avaient troublée et avaient piqué sa curiosité.
Retardées par les événements de Mai 68, les publications de son neuvième album et de l’édition française de son deuxième album chanté en anglais paraissent en décembre. Le premier est porté par la chanson Comment te dire adieu dont le texte est écrit par Serge Gainsbourg. Le second ne bénéficie d’aucune promotion et passe inaperçu.
Françoise Hardy gagne son procès ; dès lors, les conditions du contrat jugées abusives, sont revues en sa faveur. Le cours des enregistrements se poursuit, mais devant la persistance de divergences de vues avec ses associés, Françoise Hardy n'a pas l'intention de renouveler son contrat avec les disques Vogue. Celui-ci prend fin en novembre 1969. Mais, pour faire reconnaître ses droits sur ses compositions passées, elle engage une seconde bataille juridique.

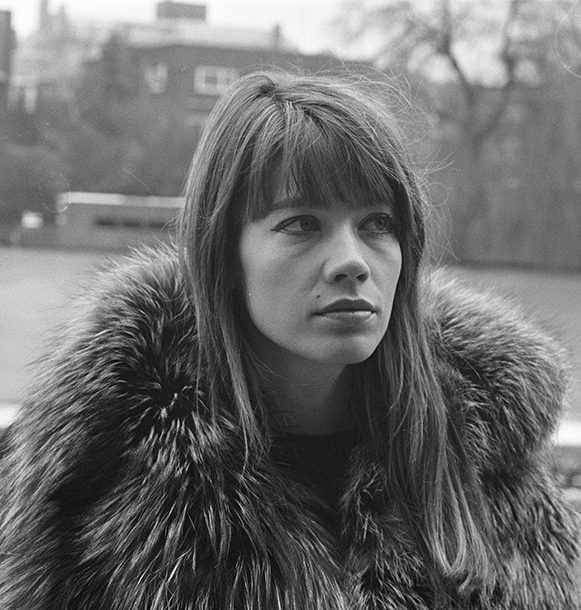
Françoise Hardy en 1969 à Amsterdam.

La chanson Comment te dire adieu est un des gros succès de l'année 1969. Ce retour au sommet du hit-parade redonne un coup de fouet à sa carrière, mais ne fait pas plier sa volonté de ne plus se produire sur scène. Ses prestations ne se font plus que sur les plateaux de télévision et, autant que possible, en play-back. La rumeur sur son désir de délaisser la scène au profit du disque se propage.
Fin 1969, le verdict du procès tombe : la firme Vogue est déclarée propriétaire des chansons produites de novembre 1962 à novembre 1967. Ne sont donc concédés à la chanteuse que les droits sur celles produites par la société « Asparagus ». La rupture étant consommée, Françoise Hardy fonde sa propre société de production, « Hypopotam » et, pour préserver les droits éditoriaux de ses chansons, crée la société d’édition « Kundalini ». Sans tarder, elle publie les chansons qu’elle a enregistrées en langues étrangères au cours de l’année écoulée : pour le marché anglophone l’album One-Nine-Seven-Zero, pour l'Allemagne l’album Träume, et pour l'Afrique du Sud la compilation Françoise in Italian.

### Message personnel
En 1970, Françoise Hardy s’associe avec la société Sonopresse pour assurer la distribution de ses futures productions sur le territoire français. Ce nouveau départ en tant que productrice à part entière est inauguré par une compilation sobrement intitulée Françoise et par l'album Soleil. En 1971, paraît l'album La Question et, en 1972, l'album Et si je m'en vais avant toi suivi d'un single intitulé T’es pas poli, duo chanté avec le comédien Patrick Dewaere. Malgré l'entière satisfaction que ces oeuvres procurent à la chanteuse, les albums n'emportent pas l'adhésion du public et restent confidentiels. Son contrat avec Sonopresse n’est pas reconduit. Françoise Hardy édite alors son quatrième album chanté en anglais, sous le label de sa société « Kundalini ».
Par ailleurs, l'intérêt qu’elle porte à l'astrologie s’ébruite au point qu’elle reçoit des propositions qu’elle trouve prématurées, mais qu’elle accepte pour se perfectionner auprès d’astrologues confirmés.
Un nouveau contrat est signé en 1973 avec WEA. La chanteuse, qui aspire à changer de registre, se met en quête de mélodistes. La collaboration avec l'auteur-compositeur Michel Berger sera une étape marquante. Après la naissance de son fils Thomas le 16 juin, elle entre en studio pour l'enregistrement de l'album Message personnel. L'important succès qu'il rencontre lui permet de faire un retour remarqué.
Fin 1974, l’astrologue Jean-Pierre Nicola lui demande de travailler avec lui pour une revue spécialisée. Elle tracera ainsi son chemin en experte qui l’amènera à ce que Michel Bassi, alors directeur de Radio Monte-Carlo, lui confie en 1980 une émission hebdomadaire qu'elle animera avec son mentor, Jean-Pierre Nicola. Parallèlement, sont enregistrés son unique album-concept, « Entr’acte » et trois 45 tours, dont celui de la bande originale du film de Claude Lelouch Si c'était à refaire, dans lequel elle apparaît, le temps de chanter Femme parmi les femmes.

### Musique saoule
L'éducation de son fils Thomas lui fait délaisser l’écriture de chansons. Chez EMI, le tandem Gabriel Yared / Michel Jonasz lui concocte trois albums aux colorations funky et jazzy. Nous sommes en 1978, en pleine période « disco », et le succès de J'écoute de la musique saoule lui attire un plus jeune public. Le 30 mars 1981, le couple Hardy-Dutronc se marie devant le maire de Monticello en Corse, entouré de ses amis. Tamalou est sur toutes les ondes. Françoise Hardy renoue, certes, avec le succès, mais ces chansons ne la satisfont guère.

« J’ai toujours été la même, j’aime les belles chansons lentes sur fond de violons. Je n’aime que les chansons tristes. »

— Magazine Best, no 62, janvier 1982.
En 1982, la graphologie éveillant son intérêt depuis quelque temps, Françoise Hardy la conjugue avec l’astrologie, en collaboration avec la dessinatrice et experte graphologue Anne-Marie Simond. Cette double passion leur permet de produire et de présenter une émission de radio intitulée Entre les lignes, entre les signes de 1982 à la fin de l'année 1984, sur Radio Monte-Carlo. Ce sujet fait l'objet de deux ouvrages signés ensemble, dont le premier éponyme de l'émission, est publié en 1986 puis plusieurs fois réédité, ainsi que le second, La graphologie planétaire. Une typologie de l'écriture et de la personnalité, sorti en 1989.
Au printemps 1982 sort son album Quelqu'un qui s'en va, la chanson Tirez pas sur l'ambulance sort en single et en vidéo-clip à la télévision : la silhouette est inchangée, mais les cheveux sont maintenant coupés plus court. La quarantaine est proche et elle ne se voit pas chanter au-delà de cet âge. Cependant, elle reprend la plume et sort deux 45 tours : Moi vouloir toi, sur une musique de Louis Chedid en 1984 et V.I.P. en 1986, dont elle écrit les paroles sur une composition de Jean-Noël Chaléat. Avant de sortir le duo Et si je m'en vais avant toi avec Étienne Daho, à l'occasion d'une émission Les Enfants du rock consacrée à ce dernier, elle écrit également des chansons pour Diane Tell, dont Faire à nouveau connaissance et Julien Clerc, dont Mon ange.

### Partir quand même

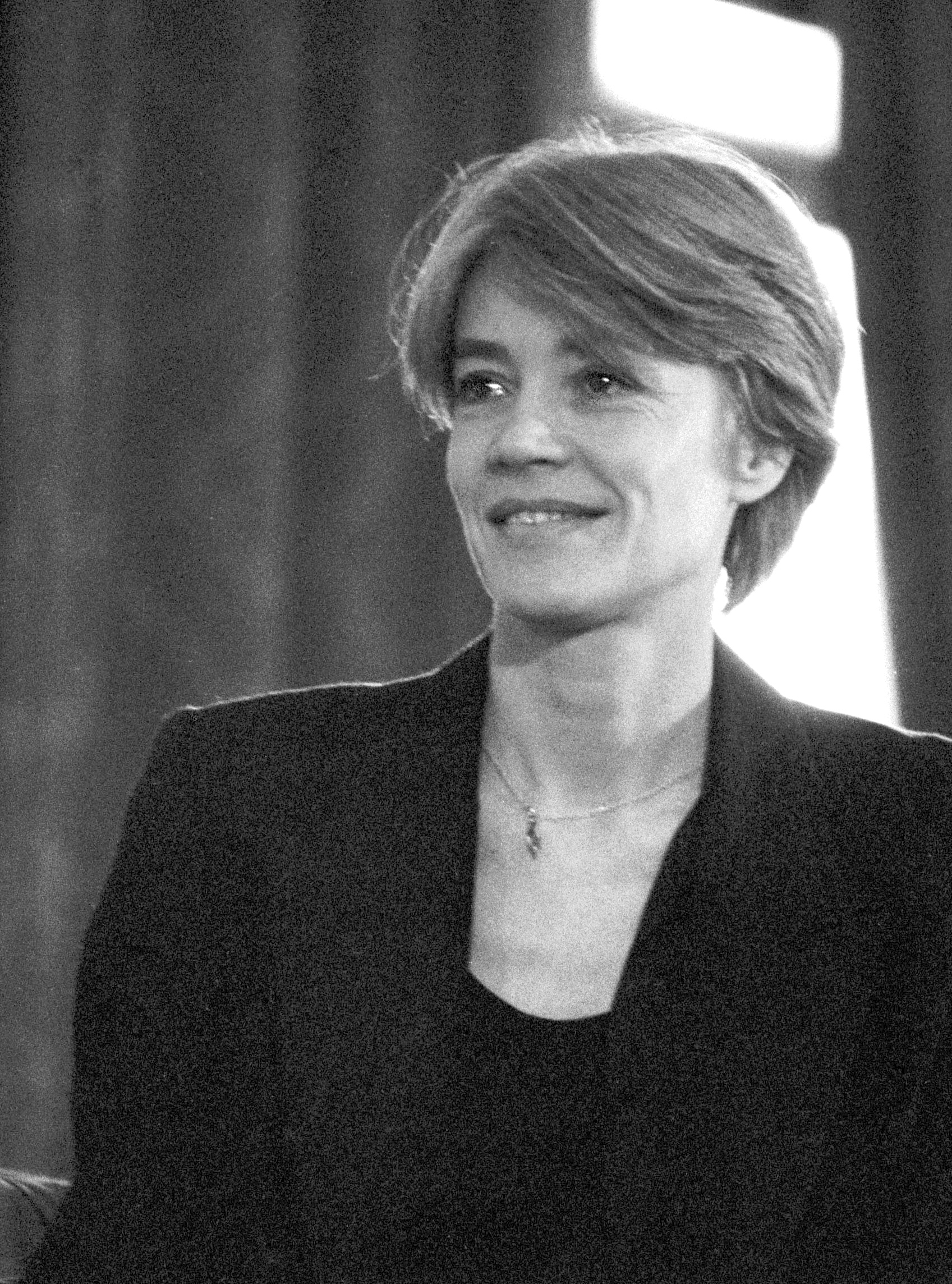
Françoise Hardy en juillet 1992.

En 1988, au bout de vingt-six ans de carrière, Françoise Hardy arrête la chanson, en déclarant que Décalages sera son dernier album ; elle en a écrit tous les textes. Porté par le titre Partir quand même, sur une musique de Jacques Dutronc, cet album devient disque d'or en quelques semaines.
Tenant tout de même à garder un contact avec le milieu de la chanson, elle écrit pour Julien Clerc Fais-moi une place, Patrick Juvet, Viktor Lazlo, En résumé, en conclusion pour Jean-Pierre Mader, ou encore Guesch Patti, puis crée des versions nouvelles pour une compilation de ses chansons. Elle participe à des disques caritatifs ou collectifs. En 1992, elle s'investit dans la production et la promotion du premier album d'Alain Lubrano qu'elle soutient notamment en chantant en duo le titre Si ça fait mal dans diverses représentations, dont l’émission télévisée Taratata. Elle répond aux demandes de collaboration de Malcolm McLaren (Revenge of the Flower) en 1994 et de Damon Albarn du groupe Blur (To the End) en 1995. D’autre part, même si son contrat avec RMC n’est pas renouvelé, Françoise Hardy continue à mener de front son activité d'astrologue. Coauteure de quelques ouvrages sur le sujet, elle collabore à des revues spécialisées et tient durant cinq années une rubrique quotidienne sur la station de radio RFM.

### Retour à la chanson
Stimulée par le directeur artistique Fabrice Nataf et le chanteur Étienne Daho qui voudraient la voir enregistrer de nouveau, Françoise Hardy se met en quête de maisons de disques prêtes à l’accueillir. Son choix se porte sur la société Virgin. Le contrat est signé en décembre 1994. L’album de son retour, Le Danger, paraît en avril 1996. Il est axé sur des mélodies rock, composées par Alain Lubrano et Rodolphe Burger et confirme que la plus grande source d’inspiration de la chanteuse est et sera toujours, la douleur des sentiments. Mais les critiques positives de la presse engendrent peu d'influence sur les ventes.
Le 4 octobre 1997, Julien Clerc, qui fête ses cinquante ans au palais des Sports de Paris, invite quelques grands noms de la chanson française dont Françoise Hardy et réussit à la faire chanter à ses côtés.
En 2000, elle enregistre Clair-obscur après quatre ans de silence. Son fils, Thomas Dutronc, l'accompagne à la guitare sur quelques morceaux de cet album composé de duos et de reprises. Le disque de la chanson Puisque vous partez en voyage, reprise de Mireille, chantée en duo avec Jacques Dutronc, contribue à le propulser disque d'or et à ce qu'il soit nommé aux Victoires de la musique 2001, dans la catégorie « meilleur album de l’année ». Aussitôt après, elle se met à la rédaction d’un exposé sur l’astrologie, Les Rythmes du zodiaque, publié à la fin mars 2003 et qui rencontre un certain succès.
En janvier 2004, Françoise Hardy se voit diagnostiquer un lymphome du MALT, qui s'avère heureusement peu agressif. Elle reprend le chemin des studios d'enregistrement avec son fils, musicien et réalisateur de quelques titres. À l'automne, le disque Tant de belles choses donne l'opportunité à Françoise Hardy de faire un come-back dans les pays voisins (plus particulièrement en Allemagne) et au Canada. Grâce à cet album, certifié disque d'or un mois après sa sortie, elle est distinguée comme artiste interprète féminine de l'année aux 20e Victoires de la musique, le 5 mars 2005.
Dans les médias, le mot « idole » est depuis longtemps tombé en désuétude. Celui d'« icône » l'a remplacé. Françoise Hardy devient une référence reconnue et une inspiratrice revendiquée, aussi bien en France qu’en Grande-Bretagne ou au Québec[réf. nécessaire]. Pour couronner une carrière d’auteure et d'interprète depuis plus de quarante ans, la chanteuse est reçue le 30 novembre 2006 sous la coupole de l’Institut de France pour recevoir la Grande Médaille de la chanson française décernée par l'Académie française. À ce moment sort Parenthèses, album de chansons interprétées en duo avec Maurane, Julio Iglesias, Henri Salvador, Alain Souchon, Alain Bashung, Arthur H, Ben Christophers, Benjamin Biolay, l'acteur Alain Delon et la pianiste Hélène Grimaud, ses propres titres ou ceux de Charles Trenet, Brigitte Fontaine ou Benjamin Biolay. Cinq mois plus tard, l'album est certifié disque de platine[source insuffisante].
En 2007, poussée par les Éditions Robert Laffont, Françoise Hardy s'attelle à la rédaction de ses mémoires. Le livre paraît en octobre 2008 sous le titre Le Désespoir des singes… et autres bagatelles. Certains aspects de sa vie professionnelle et privée sont ainsi révélés, comme l'euthanasie de sa mère ou son « coup de foudre » pour un artiste « particulièrement brillant et ambigu », ce qui transforme sa relation physique avec Dutronc en rapport fraternel.

« Je me suis évertuée à restituer la vérité avec autant d'exactitude et de sensibilité que possible. J’espère seulement avoir été impudique… avec pudeur. »

Placé dans le peloton de tête des ventes au cours des trois mois suivant sa parution, l'ouvrage se trouve être l'un des plus lus en 2008 selon le palmarès L'Express-RTL et fait partie des six titres en lice pour le prix Essai France Télévisions 2009.
Dès le début de l'année 2009, la chanteuse commence à chercher des chansons pour un prochain album. La Pluie sans parapluie paraît au printemps 2010. Pour cet album, Françoise Hardy est nommée aux Victoires de la musique 2010 dans la catégorie « Artiste interprète féminine de l’année », mais ne remporte pas le trophée.
Le 10 mars 2011, le contrat qui la lie à EMI Music France est prolongé pour que soit entreprise la réalisation d’un autre album.

### Cinquante ans de carrière et28ealbum

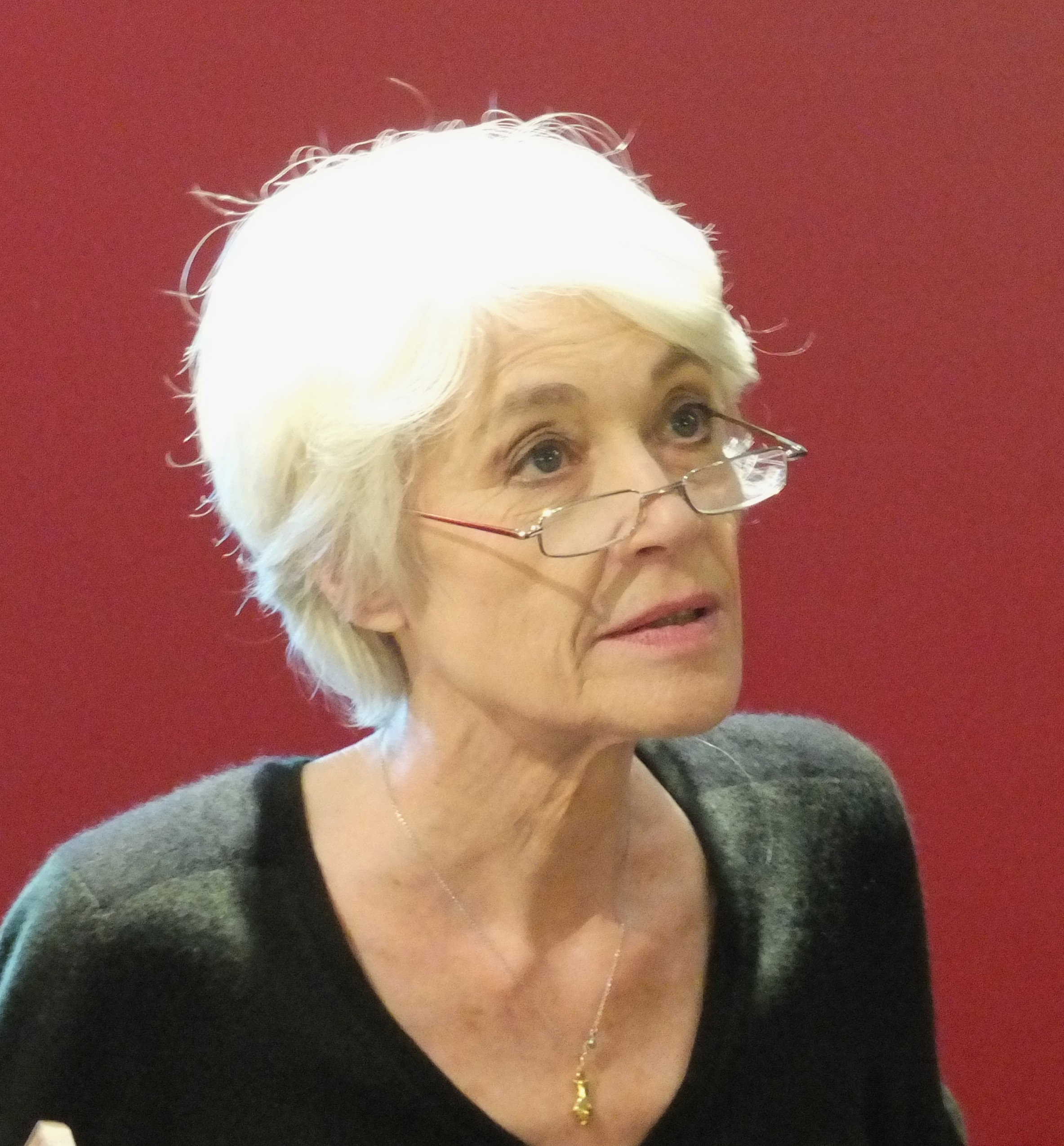
Françoise Hardy lors de la présentation de son nouvel album et de son livre L'Amour fou en novembre 2012 à la Fnac des Ternes (Paris 17e).

Depuis la parution de son premier album, Tous les garçons et les filles, en novembre 1962, cinquante années se sont écoulées. Pour célébrer ce jubilé, deux publications, intitulées toutes deux L'Amour fou, paraissent fin octobre et début novembre 2012 : un roman et un nouvel album.

« Les anniversaires n’ont jamais été ma tasse de thé, mais publier en même temps un album qui me ressemble plus que les autres et le récit de l’histoire que j’aurai vécue toute ma vie et qui aura inspiré la plupart de mes textes est ma façon de marquer le coup. »

Le 8 février 2013, à la 28e cérémonie des Victoires de la musique, la chanteuse est nommée dans la catégorie « Artiste et interprète féminine de l'année », L’Amour fou dans la catégorie « Album de chansons de l'année », mais aucun trophée n'est remporté. La chanteuse s'octroie une année sabbatique.
Début novembre 2013, l'album Message personnel, l'un des albums marquants de son parcours musical, est réédité sous un coffret spécial anniversaire quarante ans après sa première édition.

Françoise Hardy fête ses 70 ans en janvier 2014. Dix ans après son diagnostic, les symptômes de son cancer se sont aggravés et elle ne se sent pas la force d'entrer à nouveau dans un studio d'enregistrement. Lorsqu'elle évoque la suite de sa carrière, elle juge ne pouvoir faire mieux que ce qu'elle a fait, dit ne plus avoir d'inspiration : 

« Je crois que j’en suis arrivée à ce point. […] Il faudrait qu’il se passe quelque chose d’inattendu, d’insolite ou que je retrouve un peu d’énergie parce qu’avec mes problèmes de santé qui ont augmenté ces dernières années… »

Son année sabbatique prenant fin, elle se met alors à rédiger un essai dans lequel elle revient sur son parcours, fait part de ses admirations, de ses agacements, de son amour pour la littérature, livre ses réflexions sur la société, la maladie et la vieillesse. L'ouvrage est publié le 5 mars 2015 sous le titre Avis non autorisés…. Lors de la promotion de cet essai, certains organes de presse annoncent l'arrêt de sa carrière musicale. De fait, lors d'entretiens accordés à quelques médias, Françoise Hardy, qui apparaît très amaigrie, avec quelques difficultés à marcher, laisse entendre qu'elle a tourné le dos à la chanson, refusant ce qui lui est proposé dans ce domaine.
Moins d’un mois après sa parution, le livre atteint les 62 000 exemplaires vendus mais, victime d'une mauvaise chute survenue entre-temps (le 9 mars), Françoise Hardy se voit contrainte d’en interrompre la promotion,. Comme elle est fragilisée par cet accident venu se greffer à ses ennuis de santé, une hospitalisation prolongée s'avère nécessaire. Sortie de l'hôpital à la mi-juillet, Françoise Hardy poursuit ses traitements médicaux en clinique.
Allant mieux quelques mois plus tard, elle accepte la proposition de Fogiel pour un prochain numéro du Divan. L'émission est diffusée en seconde partie de soirée sur France 3, le 16 février 2016.
Le 21 février 2016, son fils Thomas confirme sur RTS Un, qu'« elle s'en est sortie quasi complètement […] son cancer est en rémission […]. »
Un éventuel retour en studio d’enregistrement est-il envisageable ? Un temps, la promotion de l'album collégial, It's a Teenager Dream, initié et réalisé par le producteur Dominique Blanc-Francard (sorti le 10 juin 2016), dans lequel elle reprend True Love Ways (en), un standard de Buddy Holly, laisse croire qu’elle a renoué avec les studios. Mais dans les interviews qu’elle accorde, elle tient à préciser que l’enregistrement de la chanson a été exécuté en février 2014 (voir la section « Collaborations »).

Point de retour en chanson donc, mais, pressée de questions à ce sujet… « Bon, évidemment, si on m’emmène demain une mélodie à laquelle je ne peux pas résister… »
En ce qui concerne les enregistrements passés de la chanteuse, le retour en force du vinyle se confirmant depuis quelque temps incite divers labels à rééditer la totalité de ses albums sous ce format pour les distribuer à l'international. Cette campagne de réédition, entamée en 2013, s'est poursuivie avec régularité à partir de 2016 ; elle s'achèvera sans doute au cours de l'année 2018(voir la section « Albums studio »).
Dans les quelques interviews qu’elle accorde dans les médias à l'occasion de ces rééditions, Françoise Hardy apparaît en bonne forme, « ragaillardie », comme le soulignent quelques journalistes.
Un an et demi après son accident de santé, Françoise Hardy relate cet épisode dans un livre intitulé Un cadeau du ciel. L’ouvrage paraît le 3 novembre 2016. Elle y témoigne de la lutte contre la maladie et livre des réflexions sur l’amour, l’amitié, la spiritualité, la médecine quantique…

Quant au retour en studio : « Ça, je ne sais pas. Je ne peux pas dire « plus jamais. »
En novembre 2017, un hebdomadaire d’information révèle que Françoise Hardy a discrètement repris le chemin des studios d'enregistrement. Le 9 février 2018, le label Parlophone annonce la sortie prochaine d'un nouvel opus. Celui-ci paraît le 6 avril et s'intitule Personne d'autre ; il s'agira de son 28e et ultime album.

### Maladie et fin de vie
Le 25 juin 2019, Françoise Hardy accorde un entretien à RTL dans lequel elle annonce être atteinte d'un nouveau cancer, dont le traitement l'a rendue sourde d'une oreille. Elle indique qu'il lui sera dorénavant impossible de chanter, ce qui laisse présager la fin de sa carrière musicale.

Atteinte d'un cancer du larynx, elle demande le droit à l'euthanasie en France et reproche, en avril 2021, au président de la République l'enlisement du débat sur ce sujet au sein de l'Assemblée nationale. Elle avait déclaré, fin mars 2021, sur les ondes de RTL : 

« Je suis dans un état de souffrance vraiment cauchemardesque la plupart du temps. »

Dans cette épreuve, elle évoque sa mère, Madeleine Hardy, atteinte de la maladie de Charcot et raconte comment, en 1991, elle avait accompagné la fin de vie de sa mère : « Le médecin de ma mère lui avait dit : Madame Hardy, le jour où vous le déciderez, vous me le dites et vous pourrez compter sur moi. Il lui a envoyé, le jour où elle l’a décidé, un médecin hospitalier. Celui-ci devait élaborer avec moi une sorte de scénario pour que le médecin légiste ne se doute de rien et fasse le nécessaire. Je ne me posais absolument pas la question d’outrepasser la loi. C’était la volonté de ma mère et c’était tellement compréhensible,. »
Le 17 juin 2021, elle confie se sentir « proche de la fin ». Le lendemain, Le Dauphiné libéré rapporte par erreur le décès de la chanteuse, que Thomas Dutronc dément sur son compte Instagram.
Le 14 décembre 2023, elle annonce dans un entretien à Paris Match sa volonté de « partir le plus tôt et le plus vite possible » et demande au président Emmanuel Macron de légaliser l'euthanasie, elle qui est atteinte d'un double cancer du pharynx et du système lymphatique.

### Mort

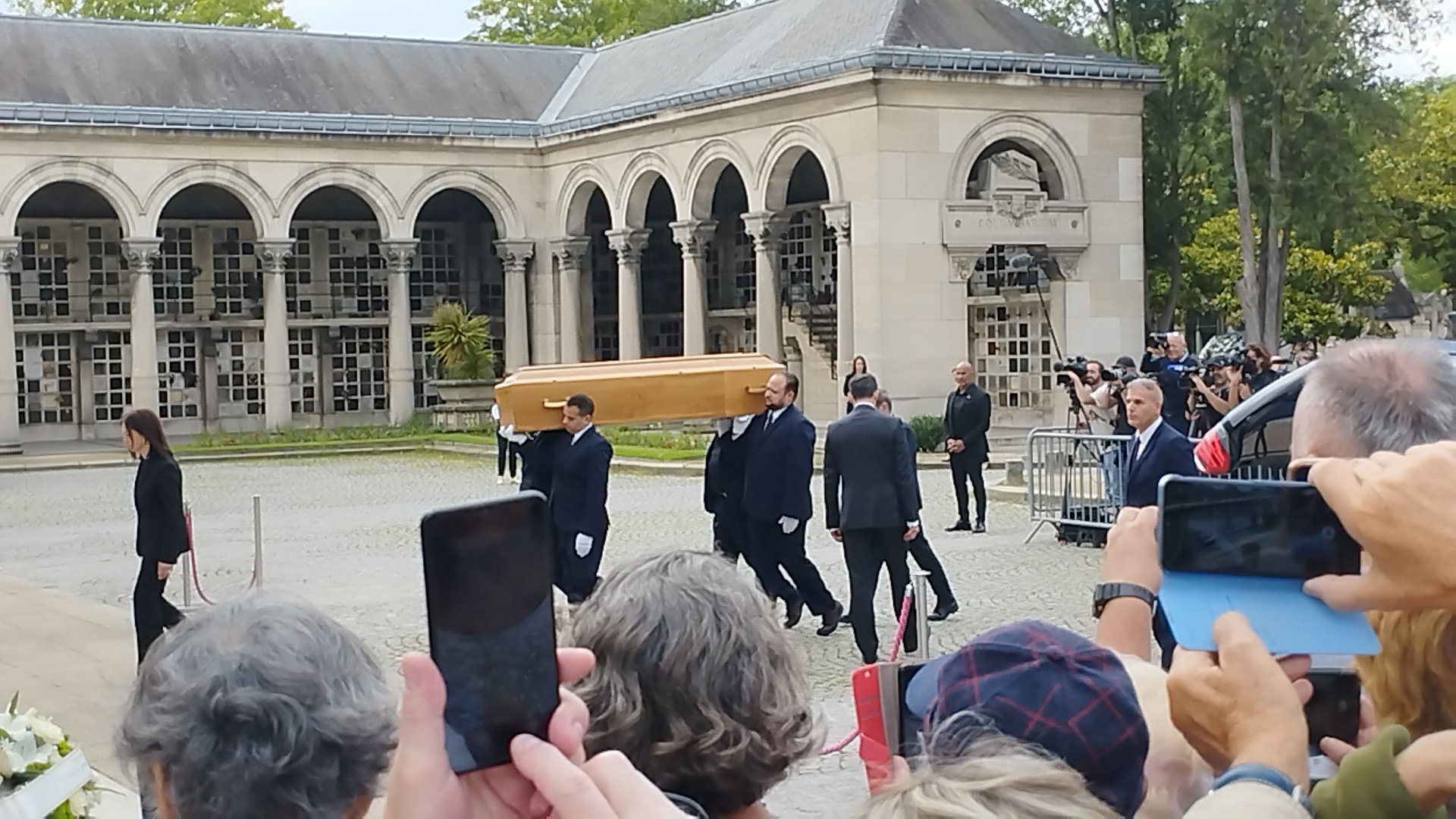
Les obsèques de Françoise Hardy au crématorium du Père-Lachaise, le 20 juin 2024.

Le 11 juin 2024, Françoise Hardy meurt à l'âge de 80 ans des suites d'un cancer du pharynx à l'hôpital américain de Neuilly où elle a été admise quatre jours avant. Sa mort est annoncée par son fils Thomas Dutronc le soir même sur les réseaux sociaux par ces simples mots : « Maman est partie... », accompagné d'une photo de lui bébé avec sa mère qui le regarde.
Les obsèques de Françoise Hardy ont lieu le 20 juin 2024 au cimetière du Père-Lachaise à Paris, dans la salle de la Coupole du crématorium, en présence de la famille ainsi que de nombreuses personnalités, parmi lesquelles : Marc Lavoine, Jean-Marie Périer, Mireille Dumas, Nadine Trintignant, Armande Altaï, Louis et Matthieu Chedid, Julien Clerc, Salvatore Adamo, Laurent Voulzy, Étienne Daho, Sheila, Dave, Nolwenn Leroy, Calogero, Marine Vacth, François Ozon, Anouchka Delon, Thierry Stremler, Dominique Besnehard, Nicolas Sarkozy et Carla Bruni, la Première dame de France Brigitte Macron ainsi que la ministre de la culture Rachida Dati. Ses cendres sont par la suite remises à la famille et leur inhumation est prévue dans un futur proche au cimetière de Monticello (Haute-Corse),.

### Vie privée
Françoise Hardy partage la vie du chanteur et acteur de cinéma Jacques Dutronc de 1967 aux années 1990. Ils ont un fils, Thomas Dutronc, né le 16 juin 1973, ils se sont mariés le 30 mars 1981 à Monticello en Haute-Corse. Depuis leur séparation en 1991, le couple n'a pas coupé les ponts et reste marié ; elle vit à Paris et lui a refait sa vie avec une ancienne maquilleuse, rencontrée lors du tournage de l'un de ses films, il réside dans la maison familiale sur les hauteurs de Monticello. Atteinte d'un cancer, elle ne fait pas d'apparition en public.

## Engagement politique
En 2010, elle défend le bouclier fiscal mis en place par le gouvernement Fillon sous la présidence de Nicolas Sarkozy. Elle critique pendant la campagne présidentielle de 2012 le programme fiscal de François Hollande, en particulier sa proposition de réintroduire l’ancien barème de l'impôt de solidarité sur la fortune, déclarant même envisager de quitter la France.
Après avoir donné sa voix à Nicolas Sarkozy en 2012, Françoise Hardy soutient Emmanuel Macron lors des élections présidentielles de 2017 et de 2022,.
Lors du mouvement social contre le projet de réforme des retraites de 2023, elle déclare dans une interview au Journal du dimanche avoir « honte de ce qui se passe » en France, craignant que les « grèves à répétition » ne fassent du pays un « repoussoir touristique », et défend la réforme des retraites qui prévoit de faire passer l'âge légal de départ de 62 à 64 ans.

## Discographie

### Albums parus en France
1. Tous les garçons et les filles (1962)
2. Le Premier Bonheur du jour (1963)
3. Mon amie la rose (1964)
4. L’Amitié (1965)
5. In English (1966)
6. La Maison où j'ai grandi (1966)
7. Ma jeunesse fout le camp… (1967)
8. En anglais (1968)
9. Comment te dire adieu (1968)
10. Soleil (1970)
11. La Question (1971)
12. If You Listen (1972)
13. Et si je m'en vais avant toi (1972)
14. Message personnel (1973)
15. Entr’acte (1974)
16. Star (1977)
17. Musique saoule (1978)
18. Gin tonic (1980)
19. À suivre... (1981)
20. Quelqu'un qui s'en va (1982)
21. Décalages (1988)
22. Le Danger (1996)
23. Clair-obscur (2000)
24. Tant de belles choses (2004)
25. (Parenthèses...) (2006)
26. La Pluie sans parapluie (2010)
27. L’Amour fou (2012)
28. Personne d'autre (2018)

## Publicités
- Pneus Uniroyal, la nouvelle marque d'Englebert. « Françoise Hardy a des Grands Pieds » : pleine page diffusée dans la presse en 1968.
- Automobile Citroën CX. Une double page avec F. Hardy + une double page avec F. Hardy et Jacques Dutronc diffusées dans la presse en avril 1982.
- Campagne télévisée de Lampe Berger, conçue par l'agence Loeb et Associés. Film réalisé par Jean-Marie Périer avec F. Hardy et J. Dutronc, commenté par Ariel Wizman, diffusé sur les chaînes de France Télévisions en février 2005.

## Ouvrages
- Sont répertoriés ci-dessous les livres écrits par Françoise Hardy : autobiographie, roman, essai et traités sur l’astrologie.

 : document utilisé comme source pour la rédaction de cet article.

### Autobiographie
- Françoise Hardy, Le Désespoir des singes : ... et autres bagatelles, Paris, éd. Robert Laffont, 9 octobre 2008, 411-[16], broché, 14,9 × 24 cm (ISBN 978-2-221-11163-5, BNF 41370551)
  - Françoise Hardy, Le Désespoir des singes : ... et autres bagatelles, Paris, éd. J'ai lu, coll. « J'ai lu. Documents » (no 8941), 25 mai 2009, 435-[16], broché, 11 × 18 cm (ISBN 978-2-290-01739-5, BNF 41451524)Édition au format de poche.
  - (nl) Françoise Hardy (trad. du français par Manik Sarkar), Een roemrijk vrouwenleven : De autobiografie [« Le Désespoir des singes... et autres bagatelles »], Amsterdam, éd. Nijgh & Van Ditmar, 15 novembre 2009, 383-[16], broché, 14,9 × 24 cm (ISBN 978-90-388-9298-6, BNF 41451524)Édition néerlandaise.
  - (es) Françoise Hardy (trad. du français par Felipe Cabrerizo), La desesperación de los simios… y otras bagatelas : Memorias [« Le Désespoir des singes... et autres bagatelles »], San Sebastiàn, Expediciones Polares, 14 janvier 2017, 400 p., relié, 14,5 × 22 cm (ISBN 978-84-945977-4-9, BNF 41451524)Édition espagnole.
  - (en) Françoise Hardy (trad. du français par Jon E. Graham, préf. Diego), The Despair of Monkeys and Other Trifles : A Memoir by Françoise Hardy [« Le Désespoir des singes... et autres bagatelles »], Port Townsend,Washington, Feral House, 15 mai 2018, 336 p., relié, 18.3 x 26.7 cm (ISBN 978-1-62731-060-4)Édition américaine.

### Roman
- Françoise Hardy, L'Amour fou, Paris, éd. Albin Michel, 31 octobre 2012, 190 p., broché, 14 × 20,5 cm  (ISBN 978-2-226-24431-4).
- Françoise Hardy, L'Amour fou, Paris, éd. J'ai lu, no 10726, 7 mai 2014, 152 p., broché, 12 × 17,8 cm  (ISBN 978-2-290-07070-3).
- (it) Françoise Hardy, trad. Antonella Conti, L’amore folle, Firenze, éd. Clichy, coll. « Gare du Nord », 22 mai 2013, 176 p., broché, 14 × 21 cm  (ISBN 978-88-6799-021-4).

### Essai – Témoignage
- Françoise Hardy, Avis non autorisés…, éd. des Équateurs, 5 mars 2015, 240 p., broché, 14,5 × 20,7 cm  (ISBN 978-2-84990-396-4).
  - Table

1. Vieillissement, euthanasie, surpopulation et religion.
2. Expériences surréalistes de régimes et de thérapies alternatives ou autres.
3. La politique en France par le petit bout de ma lorgnette.
4. Ma perception de l’écologie et de ses représentants.
5. Lectures.
6. L’astrologie occidentale d’aujourd’hui.
7. Impression sur la mode et l’esthétique du début du XXIe siècle.
8. La spiritualité.

- Françoise Hardy, Avis non autorisés…, éd. J’ai lu, no 11527, coll. « document », 12 octobre 2016, 256 p., broché, 12 × 17,8 cm  (ISBN 978-2-290-13012-4).
- Françoise Hardy, Un cadeau du ciel…, éd. des Équateurs, 3 novembre 2016, 220 p., broché, 14,5 × 20,7 cm  (ISBN 978-2-84990-477-0).
- Françoise Hardy, Un cadeau du ciel…, récit, éd. J’ai lu, no 12080, 14 mars 2018, 192 p., broché, 11 × 17,8 cm  (ISBN 978-2-290-15208-9)
- Françoise Hardy, Chansons sur toi et nous, éditions des Équateurs, 2021.
Réunion de tous ses textes depuis 1962[158].

### Livres sur l'astrologie
- Béatrice Guénin et Françoise Hardy, Le Grand Livre de la Vierge, Paris, éd. Tchou, 1972, rééd. 1992, 304 p., relié, 21 × 29 cm  (ISBN 978-2-710-70205-4).
  - Sujets rédigés par Françoise Hardy :
  - Chapitre II – Caractérologie du signe :
    - La Vierge et l’amitié,
    - La Vierge et son éducation,
    - La Vierge et sa santé,
    - La Vierge et la mort.

  - Chapitre IV – Quelques personnalités nées sous le signe de la Vierge :
    - Entretien avec Jean-Louis Barrault,
    - Entretien avec Félicien Marceau,
    - Entretien avec Claude Nougaro.

  - Chapitre VI – D’autres influences à découvrir :
    - Les Images degrés,
    - Étoiles fixes,
    - Lune noire.
- Béatrice Guénin et Françoise Hardy, Le Grand Livre de la Vierge, Paris, éd. Tchou, coll. « Les Grands Livres du Zodiaque », 1996, rééd. 2002 et 2006, 320 p., broché, 17,5 × 24 cm  (ISBN 978-2-710-70735-6).
  - Contenu identique à l’édition originale.
- Françoise Hardy (astrologie) et Anne-Marie Simond (graphologie)[Note 12], Entre les lignes, entre les signes, Monaco, RMC édition, 1986, 362 p., broché, 13,5 × 22 cm  (ISBN 978-2-868-55006-4).
- Françoise Hardy avec Anne-Marie Simond, Entre les lignes, entre les signes, Paris, éd. J'ai lu, no 2312, 1988, rééd. 2009, 480 p., broché, 12 × 17,8 cm  (ISBN 978-2-290-01866-8).
- Françoise Hardy, Les Rythmes du zodiaque, Paris, éd. Le Cherche midi, avril 2003, 276 p., broché, 15,3 × 24 cm  (ISBN 978-2-74910-101-9).
- Françoise Hardy, Les Rythmes du zodiaque, Paris, éd. Pocket, no 12092, mai 2004, 350 p., broché, 10,8 × 17,5 cm  (ISBN 2-266-13912-6).
- Françoise Hardy, Les Rythmes du zodiaque, Paris, éd. de la Seine, coll. « Succès du livre », 2006, 350 p., broché, 10,8 × 17,5 cm  (ISBN 978-2-266-13912-0).

## Prix et distinctions

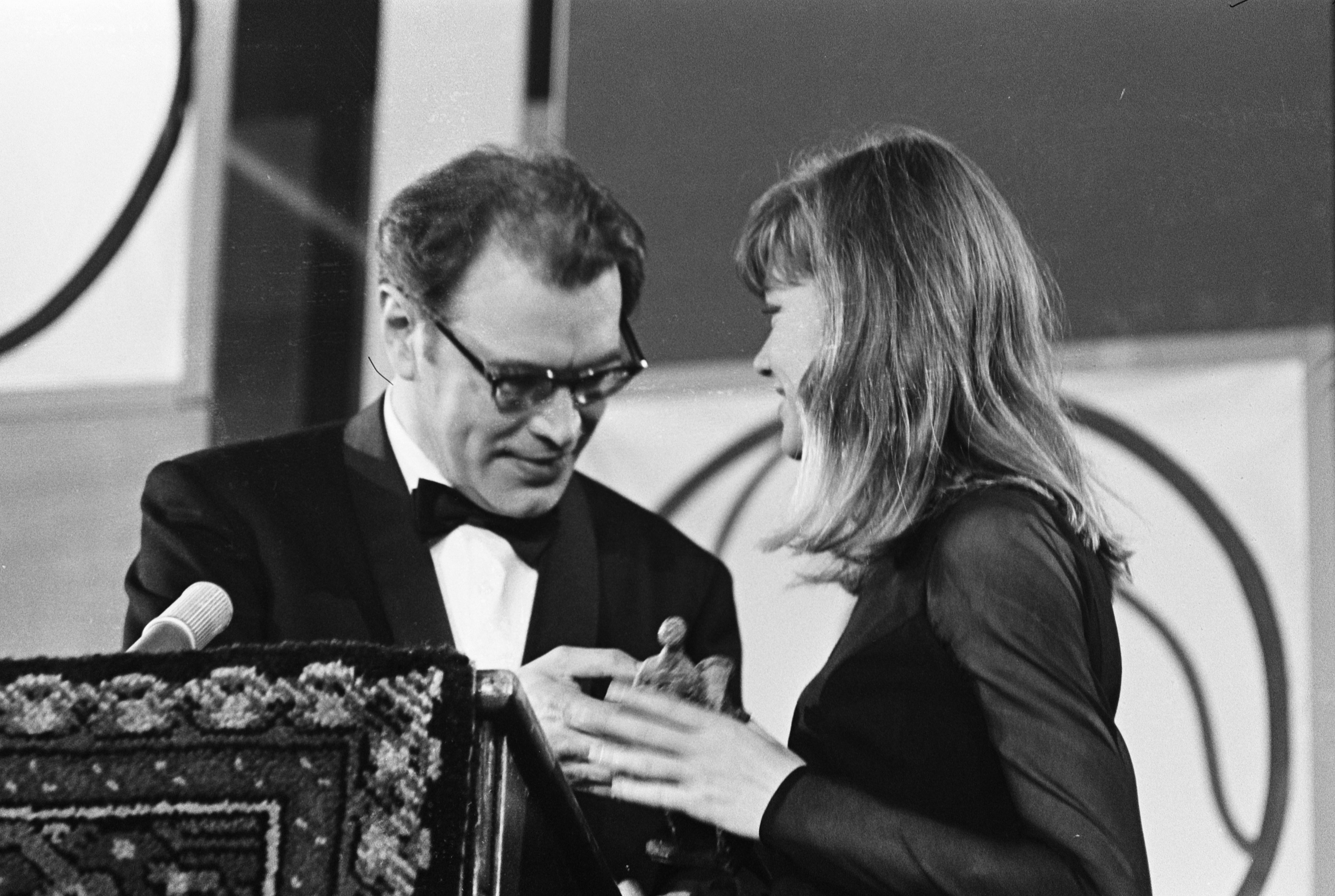
Françoise Hardy recevant le trophée Edison des mains de l’écrivain Godfried Bomans, le 12 octobre 1963.

- 1963 : grand prix du disque de l'Académie Charles-Cros et Trophée de la télévision pour son premier album.
- 12 octobre 1963 : Trophée Edison (en) du meilleur enregistrement de l'année dans la catégorie « Jeunesse », remis par l’écrivain néerlandais Godfried Bomans, lors du Grand Gala du Disque au Kurhaus de Schéveningue[159].
- 28 août 1965 : Diapason d'argent au Premio Diapason per la musica ; événement musical organisé à l'ippodromo Breda de Padoue[160].
- Mars 1966 : Otto d’argent, trophée attribué en mars à la deuxième chanteuse la plus populaire élue par les lecteurs du magazine allemand Bravo.
- Juillet 1967 : Ruban d'honneur de la chanson française[161].
- 6 octobre 1968 : Coq d'or (Galo de Ouro), au IIIe Festival International de la Chanson à Rio de Janeiro, pour la chanson À quoi ça sert ?, composée et interprétée par Françoise Hardy, accompagnée par l'orchestre d'André Popp[162].
- 1982 : Prix Diamant de la chanson française pour l’album Quelqu'un qui s'en va.
- 2 février 1991 : Victoire de la musique pour la chanson de l’année, Fais-moi une place, paroles de Françoise Hardy, musique de Julien Clerc.
- 7 décembre 2000 : Grand Prix de la SACEM pour l’album Clair-obscur.
- 5 mars 2005 : Victoire de la musique de l'artiste interprète féminine de l'année pour l’album Tant de belles choses.
- 2006 : Grande Médaille de la chanson française, décernée par l’Académie française.
- 2010 : « Hardy (Françoise), chanteuse et Autrice-compositrice », est l'une des 50 nouvelles personnalités retenues pour l’édition 2011 du Petit Larousse illustré[163].

#### Biographies
- Étienne Daho et Jérôme Soligny, Françoise Hardy • Superstar et ermite, Paris, éd. Jacques Grancher, coll. « Best », octobre 1986, 126 p., broché, 21 × 28 cm  (ISBN 978-2-733-90163-2).
- Gilles Verlant, Françoise Hardy • Ma vie intérieure, Paris, éd. Albin Michel, octobre 2002, 104 p., relié, 22 × 28,8 cm  (ISBN 2-226-13446-8).
- Pierre Mikaïloff, intr. Bertrand Burgalat, Françoise Hardy • Tant de belles choses, Monaco,  éd. Alphée/Jean-Paul Bertrand, janvier 2009, 368 p., broché, 14 × 22 cm  (ISBN 978-2-753-80356-5).
- Pierre Mikaïloff, intr. Bertrand Burgalat, Françoise Hardy • Tant de belles choses, Paris, Éditions Carpentier, 15 octobre 2015, 256 p., broché, 14 × 22 cm  (ISBN 978-2-8416-7984-3).
  - Édition revue et augmentée,
- Robin Gerson, Françoise Hardy • Scoops interdits, Collection Spécial stars, no 13, Paris, Lafont-presse, octobre 2015, 128 p., broché, 12,4 × 20,4 cm  (ISSN 2262-211X).
  - 1re partie : La Princesse des sixties
  - 2e partie : Dutronc
  - 3e partie : Messages personnels
  - 4e partie : Politiquement incorrecte
  - 5e partie : L’Épreuve
- Frédéric Quinonero, Françoise Hardy - Un long chant d'amour, Éditions de l’Archipel, 19 avril 2017, 416 p., 15,3 × 24 cm  (ISBN 978-2-8098-2198-7).

#### Albums de photographies
- Catherine Rotulo (photographies et textes), Françoise Hardy (textes de chansons manuscrits), Françoise Hardy par Catherine Rotulo • Ses plus belles années, Paris,  éd. de La Martinière, septembre 2007, 208 p., relié, 23,4 × 23,4 cm  (ISBN 978-2-7324-3640-1).
  - Photographies prises au cours des années 1970.
- Jean-Marie Périer (photographies, textes et commentaires), Françoise Hardy (commentaires), Françoise par Jean-Marie Périer, Paris, Éditions du Chêne, 5 octobre 2011, 240 p., relié, 22,4 × 26,4 cm  (ISBN 978-281-2-304880).
- Jean-Marie Périer (photographies, textes et commentaires), Françoise Hardy (commentaires), Françoise par Jean-Marie Périer, Paris, Éditions du Chêne, 10 octobre 2011, 240 p., relié, 24,6 × 29,4 cm  (ISBN 978-2-81230-488-0).
  - Édition de luxe sous coffret 26,4 × 31,5 cm, numérotée de 1 à 1900, avec deux tirés à part photographiques.

#### Contributions et participations à des livres sur l’astrologie
- Jacques Sadoul, L'Énigme du zodiaque, Paris, éd. Denoël, coll. « Frontières de l’inconnu », 1971, 299 p., broché, 13,5 × 21,5 cm.
  - Chapitre 1 – ARIES – Une expérience[b 1].
- Jacques Sadoul, L'Énigme du zodiaque, Paris, éd. J'ai lu, n° A 299, coll. « L’aventure mystérieuse », 1973, 320 p., broché, 11 × 16,5 cm.
  - Édition remaniée par l’auteur.
  - Chapitre 1 – ARIES – Une expérience, p. 9 à 29.
- Jean-Pierre Nicola (textes et commentaires astrologiques avec la participation de Françoise Hardy), Les signes du destin (douze livres), coll. dirigée par Michel Chabot, Monaco, éd. du Rocher/Radio Monte Carlo, de juin 1981 à février 1982, brochés, 14 × 21 cm[b 2].

1. Ève Saint-Benoît, Bélier
2. Nathalie Saint-Leu, Taureau
3. Dominique Vinteuil, Gémeaux
4. Caroline Pasquier, Cancer
5. Nicole Manuelo, Lion
6. Éric Solal, Vierge
7. Didier Michaux, Balance
8. Jean Lestienne, Scorpion
9. Jean Lestienne, Sagittaire
10. Catherine Caisso, Capricorne – Avec biographie et portrait astrologique de Françoise Hardy.
11. Dominique Vinteuil, Verseau
12. Françoise Doinel, Poissons

- Jean-Pierre Nicola (textes et commentaires astrologiques avec la participation de Françoise Hardy), Les signes du destin (douze livres avec le Who's Who du signe au jour le jour), Paris, éd. Marabout/Radio Monte Carlo, 1984, brochés, 21 × 29 cm.
  - Contenus et auteurs identiques à la série précédente.
- Jean-Pierre Nicola, Philippe Pinchon, Bernard Blanchet et Richard Pellard, Françoise Hardy présente l’astrologie universelle, Paris, éd. Albin Michel, octobre 1990, 598 p., broché, 16 × 24 cm  (ISBN 978-2-226-02806-8).

#### Contribution et participation à des livres sur la graphologie
- Anne-Marie Simond, Françoise Hardy présente la graphologie planétaire. Une typologie de l'écriture et de la personnalité, Paris, éd. Albin Michel, décembre 1989, 344 p., relié, 15,8 × 23,8 cm  (ISBN 978-2-226-03719-0).
  - Présentation par Françoise Hardy : p. 7.
- Françoise Hardy avec Anne-Marie Simond, Entre les lignes, entre les signes, Paris, éd. J’ai Lu, 19 août 2009.

#### Entretiens
- Claude Dufresne[b 3], Françoise Hardy : Je chante donc je suis, Paris, Union Générale d'Édition, coll. « VOICI... ceux dont on parle », no 86, novembre 1964, 128 pages + 6 pages de photographies[b 4], broché, 10,9 × 17,90 cm.
- Éric Dumont, Françoise Hardy • Notes secrètes, Paris,  éd. Albin Michel, novembre 1991, 128 p., broché, 22,5 × 31 cm  (ISBN 2-226-05144-9).
- Valérie Domain, Femmes de, Filles de • Portraits de femmes d’influence, Paris,  éd. First/Editis, juin 2005, 228 p., broché, 14,5 × 22 cm  (ISBN 978-2-754-00057-4).
- Ariane et Béatrice Massenet, Mères & fils • Ce que je voudrais te dire, Paris, éd. Aubanel/La Martinière, octobre 2008, 228 p., broché, 21 × 26 cm  (ISBN 978-2-7006-0556-3).
  - Françoise Hardy et Thomas Dutronc : p. 164-179
- Jean-Éric Perrin, J’ai encore esquinté mon vernis en jouant un ré sur ma Gibson • Portraits de filles électriques, Paris, éd. Tournon, mai 2009, 252 p., broché, 15 × 24 cm, no d’impression : 21344  (ISBN 978-2-351-44081-0)
  - Françoise Hardy : p. 120-129[b 5].
- Olivier Bellamy, Passion classique, Paris, Radio Classique/éd. Arléa, 21 octobre 2010, 256 p., broché, 12,5 × 20,5 cm  (ISBN 978-2-869-59914-7).
  - Françoise Hardy : p. 118-121 (contenu de l’émission Passion Classique, diffusée sur Radio Classique, le vendredi 9 janvier 2009, dans laquelle Françoise Hardy était l’invitée : Une courte biographie et la liste des dix œuvres musicales proposées par la chanteuse).
- Laurence Rémila, Schnock : La revue des Vieux de 27 à 87 ans, no 22, Paris, La Tengo éditions, 8 mars 2017, 176  p., broché, 15 × 21 cm  (ISBN 978-2-35461-118-7).
  - Françoise Hardy : p. 26-49.

#### Françoise Hardy et Jacques Dutronc
- Yann Plougastel, Hardy Dutronc • Biographie, Paris, Flammarion, octobre 2004, 348 p., broché, 15,1 × 24 cm  (ISBN 978-2-080-68496-7)[b 6].
- Michel Leydier, Dutronc, La Bio, Paris, éd. du Seuil, novembre 2004, 336 p., broché, 15,2 × 24 cm  (ISBN 978-2-020-61823-6), rééd. 2010 (ISBN 978-2-02-101287-3).
  - Troisième partie : 1966 – 1973, p. 109 à 112.
  - Quatrième partie : 1973 – 1984, p. 197 à 201.
  - Sixième partie : 1995 – 2004, p. 264 à 267.
- Pierre Mikaïloff, préface de Gilles Verlant, Desperate Rock Wives, Paris, éd. Fetjaine/La Martinière, septembre 2012, 304 p., broché, 15 × 22 cm  (ISBN 978-2-354-25394-3).
  - Chap. 10, Françoise Hardy et Jacques Dutronc – Il n’y a pas d’amour heureux : p. 173-185.

#### Photographies
- Jean-Marie Périer, Flash – Photos 1990-2001, éd. Filipacchi, 2002, 263 p., relié 27,5 × 34 cm  (ISBN 978-2-850-18771-1).
  - Françoise Hardy : p. 24, 56, 90, 154, 155, 174 et 192.

#### Répertoire de la chanson française
- Bertrand Dicale, Dictionnaire amoureux de la chanson française, Paris, éd. Plon, mai 2016, 747 p., relié, 13,5 × 20,2 cm  (ISBN 978-2- 25922-996-8).
  - Françoise Hardy : p. 380 à 384.
- Yves Bigot, Je t’aime moi non plus – Les amours de la chanson française, Vol. 1, Paris, éd. Don Quichotte, 22 septembre 2016, 346 p., broché, 14 × 22,5 cm  (ISBN 978-2- 35949-442-6).
  - Françoise Hardy : p. 157-169.

#### Bande dessinée
- Guy Peellaert (texte et dessin) – Pascal Thomas (scénario), Pravda la Survireuse, prépublication dans le mensuel Hara-Kiri, du no 65 de janvier 1967 au no 79 d’avril 1968.
  - Guy Peellaert ayant représenté l’héroïne, Pravda, sous les traits de Françoise Hardy.
- Guy Peellaert (texte et dessin) - Pascal Thomas (scénario), Pravda la Survireuse, préface d’Henri Chapier, éd. Éric Losfeld, 1968.
  - Rééd., Éditions du Seuil, décembre 2008  (ISBN 978-2-02067-945 9)[172].
- Marcel Gotlib, Rubrique-à-brac, tome 3, Cours magistral - Le Petit Conservatoire[173], p. 28-29, éd. Dargaud, janvier 1972  (ISBN 2-205-00603-7).
  - Rééd., Rubrique-à-brac : spécial Bougret et Charolles, tome 3 (1re partie), éd. Dargaud, coll. « 16/22 », 1979 et tome 7, éditions Pocket B.D.
- Ivan Brunetti, Schizo no 4 : Où donc Shermy s’en est allé ?, Françoise Hardy, p. 2-5, éditions Cambourakis, février 2009  (ISBN 978-2-916589-29-9)[174].

#### Roman-photo
- Italie, Parlami di te[175], dans l'hebdomadaire Sogno, du no 9 du 24 février 1966 au no 20 du 12 mai 1966[176].
  - Avec Françoise Hardy et le chanteur Edoardo Vianello dans les rôles principaux.
- France, Françoise or not Françoise, 6 pages dans le mensuel S.L.C. salut les copains, no 74 d’octobre 1968.